# Ari Ichihashi
Ari Ichihashi (Japans: 市橋 有里, Ichihashi Ari) (Naruto, 22 november 1977) is een Japanse langeafstandsloopster, die gespecialiseerd is in de marathon. Ze nam eenmaal deel aan de Olympische Spelen, maar won hierbij geen medailles.
Op 19-jarige leeftijd maakte ze haar debuut op de Marathon van Nagoya. Ze finishte als vierde in 2:29.50. Bij de marathon van Tokio in 1998 werd ze tweede in 2:28.29 en kwalificeerde zich hiermee voor het WK 1999 in Sevilla. Daar won ze een zilveren medaille in een persoonlijk record van 2:27.02 achter de Noord-Koreaanse Jong Song-ok.
Op de Olympische Spelen van 2000 in Sydney eindigde ze als 15e in 2:30.34.
Zij was aangesloten bij Sumitomo Visa.

## Persoonlijke records
| Onderdeel      | Prestatie | Datum            | Plaats    |
| -------------- | --------- | ---------------- | --------- |
| 5.000 m        | 15.57,93  | 29 april 2000    | Hiroshima |
| 10.000 m       | 32.17,71  | 26 april 1998    | Kobe      |
| halve marathon | 1:09.23   | 19 januari 1997  | Tokio     |
| marathon       | 2:27.02   | 29 augustus 1999 | Sevilla   |

## Palmares

### 3000 m
- 1995:  Naruto - 9:24.09
- 1995:  Edogawa - 9:23.19

### 5000 m
- 1996: 5e Nambu Meeting in Sapporo - 16.02,26
- 1996: 8e in serie WK junioren in Sydney - 17.02,92

### 10.000 m
- 1995: 14?e Japanese kamp. in Tokio - 32.57,84
- 1998:  n/a in Tokio - 33.10,44
- 1999:  Mito Meeting - 32.51,60

### 10 km
- 2000: 4e Sanyo Women's in Okayama - 33.43

### halve marathon
- 1996: 4e halve marathon van Okayama - 1:15.00
- 1997:  halve marathon van Sapporo - 1:11.03
- 1998:  halve marathon van Sapporo - 1:11.46
- 2000:  halve marathon van Nagoya - 1:11.22

### marathon
- 1997: 4e marathon van Nagoya - 2:29.50
- 1997: 6e marathon van Tokio - 2:32.25
- 1998:  marathon van Tokio - 2:28.29
- 1999:  WK in Sevilla - 2:27.02
- 2000: 15e OS in Sydney - 2:30.34
- 2001:  marathon van Naha - 2:35.59
- 2005: 15e marathon van Sapporo - 2:44.32
- 2007: 20e marathon van Tokio - 3:02.48

### veldlopen
- 2004:  Lake Biwa Crosscountry in Otsu - 21.59